# Acanthochondria cornuta
Acanthochondria cornuta är en kräftdjursart som först beskrevs av Otto Friedrich Müller 1776.  Acanthochondria cornuta ingår i släktet Acanthochondria och familjen Chondracanthidae. Arten är reproducerande i Sverige. Inga underarter finns listade i Catalogue of Life.